# Carretera 2-1

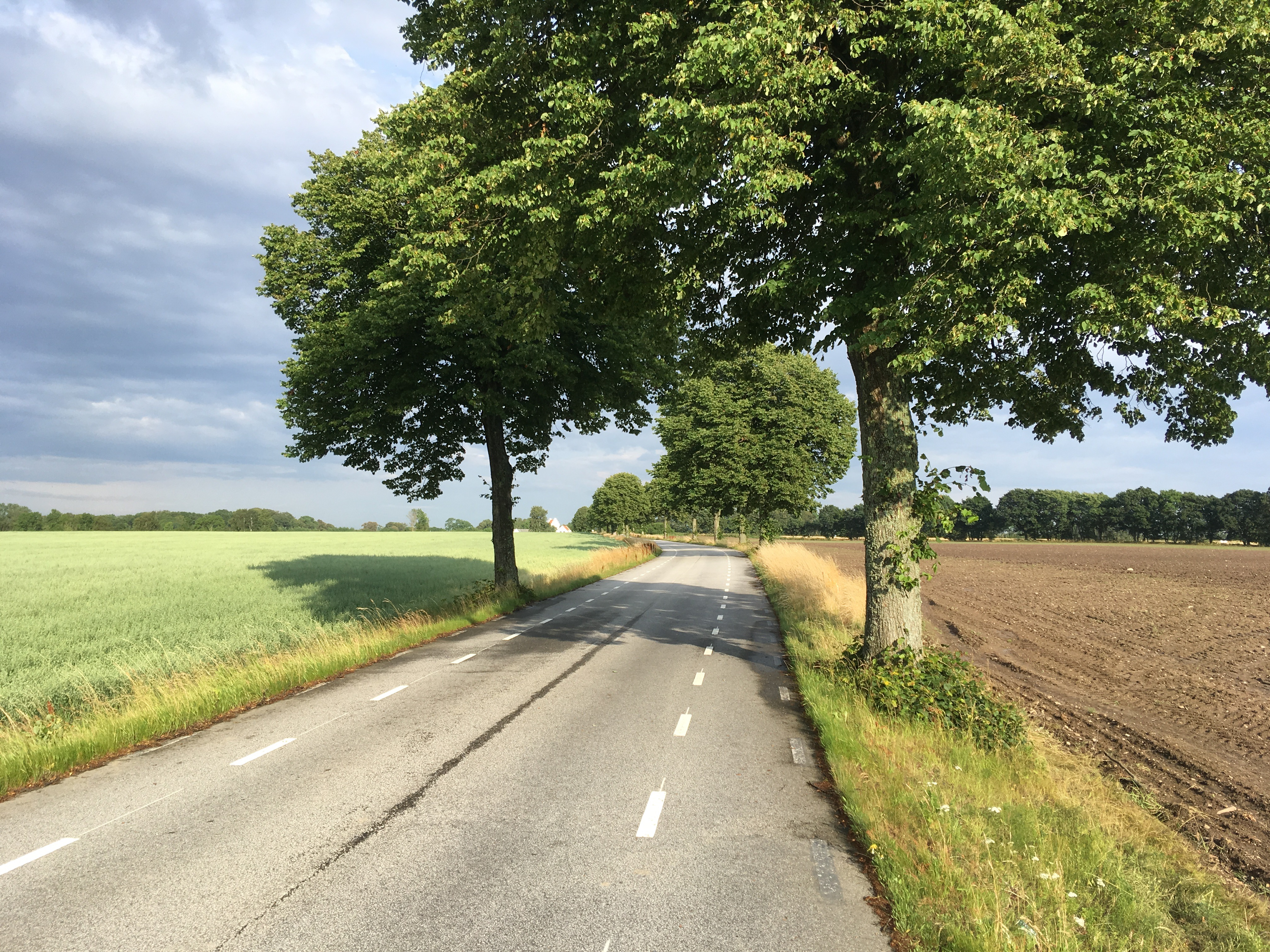
Una carretera rural 2-1 en Allerum, Suecia.

Esquema de una carretera 2-1.

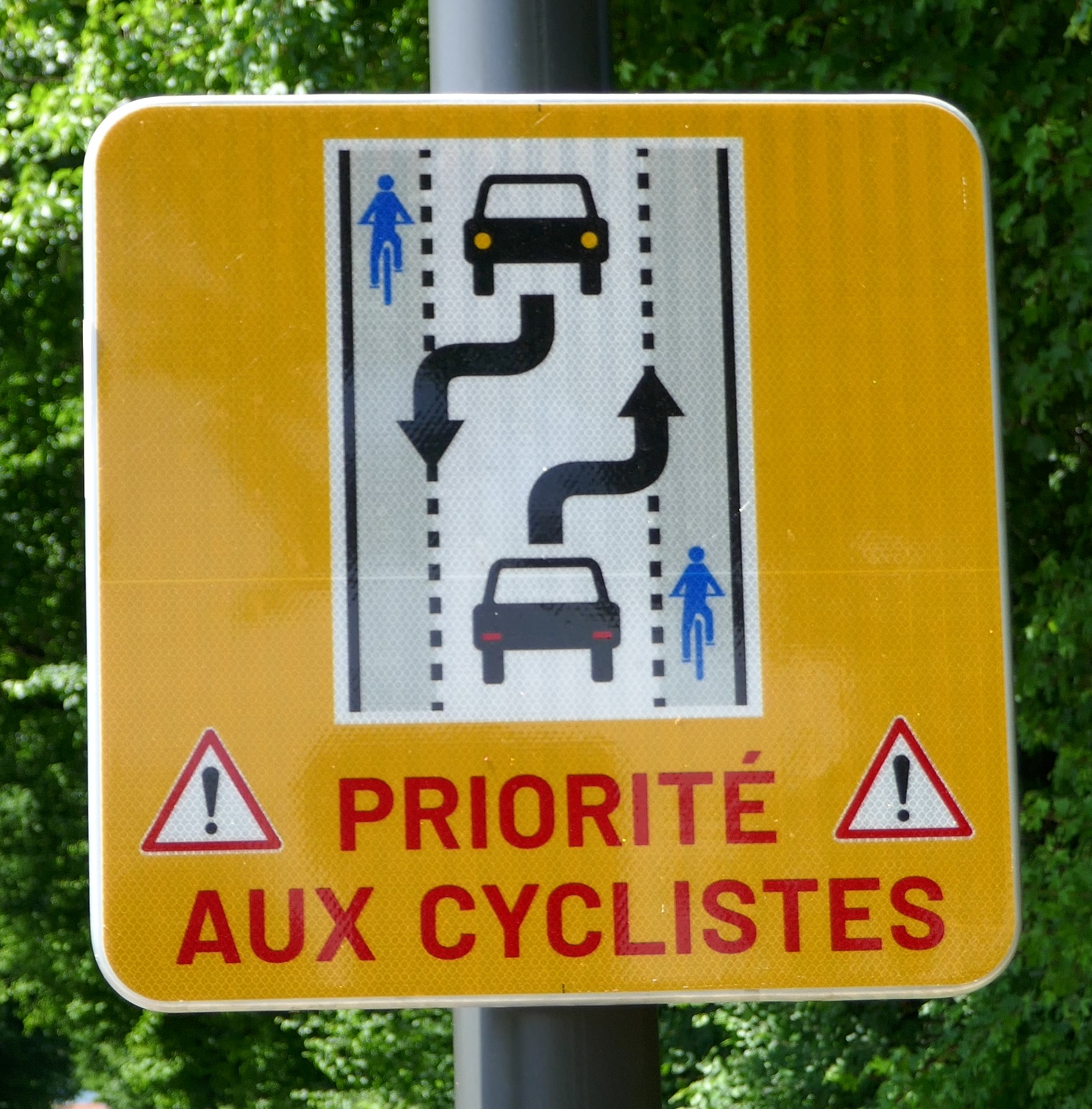
Señal de carretera dos menos uno en Prévessin-Moëns.

Una carretera 2-1 (carretera 2 menos 1) es un tipo de carretera con arcenes extra anchos y un carril más pequeño de doble sentido en el medio para vehículos motorizados. Los arcenes son utilizados por peatones y ciclistas y, si es necesario, por vehículos motorizados cuando se cruzan. El propósito de este tipo de carreteras es dar más espacio a los peatones y ciclistas sin la necesidad de construir nuevas sendas exclusivas para peatones y bicicletas, especialmente en áreas donde es muy difícil o imposible hacer nuevas construcciones.
Este tipo de carretera es popular en Dinamarca, donde un tercio de todos los municipios tienen al menos un tramo de carretera 2-1. Estas carreteras junto con otras medidas de tráfico calmado, han reducido los siniestros de tránsito en aproximadamente un 25 %. Por otra parte, Suecia comenzó a construir este tipo de carretera en 2006 y en este país se la llama "bymiljöväg", o en español "camino cercano al pueblo", ya que a menudo atraviesa y conecta diferentes asentamientos.
En los Países Bajos, investigaciones indican una ligera mejora de la seguridad vial gracias a las carreteras 2-1.